# Bursera heptaphylla
Bursera heptaphylla là một loài thực vật có hoa trong họ Burseraceae. Loài này được C.Wright mô tả khoa học đầu tiên năm 1869.